# 24-Stunden-Rennen von Spa-Francorchamps 1970

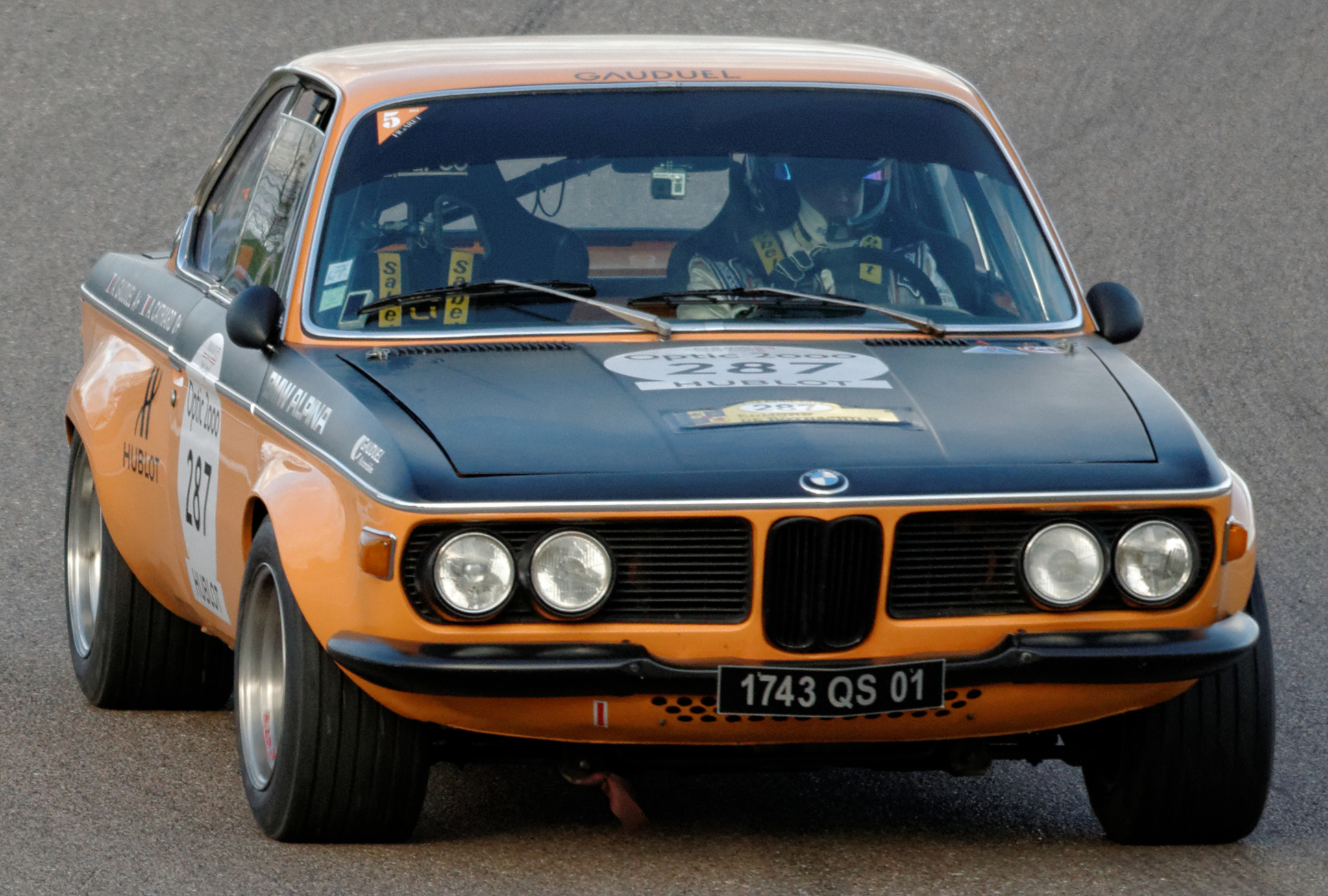
BMW 2800 CS

Das 22. 24-Stunden-Rennen von Spa-Francorchamps, auch 24 heures de Francorchamps, fand vom 25. bis 26. Juli 1970 auf dem Circuit de Spa-Francorchamps statt und war der siebte Wertungslauf der Tourenwagen-Europameisterschaft dieses Jahres. 

## Das Rennen
Ab der Rennsaison 1970 galten in der Tourenwagen-Europameisterschaft die technischen Regeln der Gruppe 2. Dadurch waren die Porsche 911 nicht mehr startberechtigt. Schnellster Fahrer im Training war Chris Tuerlinx, der einen der fünf gemeldeten Chevrolet Camaros fuhr. Die Fahrzeuge der ersten Camaro-Generation hatten allesamt 7-Liter-V8-Motoren mit einer Leistung von 525 PS. Die gesamte Renndistanz schaffte nur eines dieser sogenannten Pony-Cars. Das Rennen dominierten lange die japanischen Mazda Familia R100 M10A Coupé. Motorprobleme verhinderten jedoch einen Gesamtsieg. Zwei Stunden vor Rennschluss schieden erst der Führende Yoshimi Katayama im Wagen mit der Nummer 31 und eine Stunde später der auch an der Spitze fahrende Ckive Baker durch Motordefekte aus. 
Nach drei Porsche-Gesamtsiegen in Folge gewann 1970 BMW die Gesamtwertung. Helmut Kelleners und Günther Huber siegten im Alpina-BMW 2800 CS.

## Ergebnisse

### Schlussklassement
| 1               | Div. 3/Gr. 2 | 14 | BMW-Alpina                    | Helmut Kelleners Günther Huber         | BMW 2800 CS                   | 302 |
| 2               | Div. 3/Gr. 2 | 25 | Autodelta S.p.A.              | Enrico Pinto Jacques Berger            | Alfa Romeo 2000 GTAm          | 301 |
| 3               | Div. 3/Gr. 2 | 26 | Autodelta S.p.A.              | Teodoro Zeccoli Carlo Facetti          | Alfa Romeo 2000 GTAm          | 297 |
| 4               | Div. 3/Gr. 2 | 22 | Autodelta S.p.A.              | Claude Bourgoignie Jacques Demoulin    | Alfa Romeo 2000 GTAm          | 295 |
| 5               | Div. 3/Gr. 2 | 33 | Mazda Racing Team             | Roger Enever John Hine                 | Mazda Familia R100 M10A Coupé | 288 |
| 6               | Div. 2/Gr. 2 | 38 | Robert Derom                  | Robert Derom Dominique Moorkens        | BMW 2002                      | 283 |
| 7               | Div. 3/Gr. 2 | 16 | Écurie Azur                   | Jean Xhenceval Raymond Mathay          | BMW 2800 CS                   | 280 |
| 8               | Div. 3/Gr. 1 | 42 | Jean-Marie Massonieri         | Jean-Marie Massonieri Sylvain Garant   | BMW 2800 CS                   | 277 |
| 9               | Div. 3/Gr. 1 | 41 | Concessionnaire Opel Belgique | Dany Wauters Francis Polak             | Opel Commodore GS/E           | 275 |
| 10              | Div. 3/Gr. 1 | 12 | Concessionnaire Opel Belgique | Charles van Stalle John Goossens       | Opel Commodore GS/E           | 274 |
| 11              | Div. 2/Gr. 2 | 60 | BMW-Alpina                    | Nicolas Koob René Herzog               | BMW 1600                      | 274 |
| 12              | Div. 3/Gr. 1 | 17 | Concessionnaire Opel Belgique | Paul Verbeeck Carl Smet                | Opel Commodore GS/E           | 274 |
| 13              | Div. 2/Gr. 2 | 64 | Alfa Romeo Belgium            | Daniel Dezy Dino Pizzinato             | Alfa Romeo 1300 GTA Junior    | 271 |
| 14              | Div. 2/Gr. 2 | 67 | Alfa Romeo Belgium            | Roland Imbert M. Fouquet               | Alfa Romeo 1300 GTA Junior    | 271 |
| 15              | Div. 3/Gr. 1 | 18 | Concessionnaire Opel Belgique | Noël van Assche Roger Dutoit           | Opel Commodore GS/E           | 269 |
| 16              | Div. 2/Gr. 2 | 63 | Ken Coffey Westune            | John Myerscough Ken Coffey             | Ford Escort TC                | 268 |
| 17              | Div. 3/Gr. 1 | 4  | Écurie Rizla                  | Edouard Duvigneaud Peter Hoffmann      | Chevrolet Camaro              | 268 |
| 18              | Div. 3/Gr. 1 | 30 | Jean-Marie Lagae              | Jean-Marie Lagae Maurice Damseaux      | Alfa Romeo 1750 Berlina       | 264 |
| 19              | Div. 3/Gr. 2 | 19 | Duncan Hamilton Racing        | Les Blackburn John Moss                | Ford Capri 3000 GT            | 263 |
| 20              | Div. 2/Gr. 1 | 46 |                               | Jean-Claude Monin R. Sylvain           | BMW 2002 TI                   | 263 |
| 21              | Div. 2/Gr. 2 | 68 | Auto König                    | Bernd Henne Dieter Basche              | BMW 1600 Ti                   | 262 |
| 22              | Div. 2/Gr. 1 | 35 |                               | Jean Sage Jean-Claude Syda             | BMW 2002 TI                   | 253 |
| 23              | Div. 1/Gr. 2 | 86 | Scuderia San Marco            | Johann Abt Umberto Grano               | Fiat-Abarth 1000 TCR          | 249 |
| 24              | Div. 2/Gr. 2 | 48 | Charles Mombaerts             | Charles Mombaerts Tony Moray           | BMW 2002                      | 248 |
| 25              | Div. 1/Gr. 2 | 82 |                               | Peter Wisskirchen Gerd Knözinger       | NSU 1000 TTS                  | 248 |
| 26              | Div. 1/Gr. 2 | 81 |                               | Lucien Guitteny Jean-Claude Boucher    | NSU 1000 TTS                  | 243 |
| 27              | Div. 2/Gr. 1 | 66 |                               | Claude Collignon Jean Eggericx         | Alfa Romeo 1600 GTV           | 241 |
| 28              | Div. 2/Gr. 2 | 71 | Scuderia Brescia Corse        | Walter Dona Domenico Cedrati           | Alfa Romeo 1300 GTA Junior    | 231 |
| 29              | Div. 2/Gr. 1 | 83 |                               | Jacques Dernelle P. Guilliette         | BLMC 1000                     | 221 |
| 30              | Div. 1/Gr. 2 | 84 | Robin Searle                  | Robin Searle Terry Nichols             | Ford Escort 1.0               | 200 |
| Disqualifiziert |              |    |                               |                                        |                               |     |
| 30              | Div. 3/Gr. 2 | 10 | Steinmetz Automobiltechnik    | Dieter Fröhlich Willi Kauhsen          | Opel Commodore GS/E           |     |
| 31              | Div. 2/Gr. 2 | 61 | BMW-Alpina                    | Helmut Bein Ferfried von Hohenzollern  | BMW 1600                      |     |
| 32              | Div. 1/Gr. 2 | 80 |                               | Kinou Yvan Derivière                   | NSU 1000 TTS                  |     |
| Ausgefallen     |              |    |                               |                                        |                               |     |
| 33              | Div. 2/Gr. 2 | 70 | Scuderia Brescia Corse        | Jacopo Trivellato Zefferino Filippi    | Alfa Romeo 1300 GTA Junior    |     |
| 34              | Div. 3/Gr. 2 | 32 | Mazda Racing Team             | Masami Katakura Clive Baker            | Mazda Familia R100 M10A Coupé |     |
| 35              | Div. 3/Gr. 2 | 37 | Guy Brunninghausen            | Guy Brunninghausen Maurice Lenaif      | BMW 2002                      |     |
| 36              | Div. 3/Gr. 2 | 31 | Mazda Racing Team             | Toshinori Takechi Yoshimi Katayama     | Mazda Familia R100 M10A Coupé |     |
| 37              | Div. 1/Gr. 2 | 91 |                               | Deladrière Willy Smolders              | NSU 1000 TTS                  |     |
| 38              | Div. 3/Gr. 2 | 34 | Mazda Racing Team             | Yves Deprez Pierre-Yves Bertinchamps   | Mazda Familia R100 M10A Coupé |     |
| 39              | Div. 3/Gr. 2 | 27 | Alfa Benelux                  | Christine Beckers Liane Engeman        | Alfa Romeo 2000 GTAm          |     |
| 40              | Div. 2/Gr. 2 | 62 | Frami Racing Holland          | Frans Lubin Mike Kranefuss             | Ford Escort TC                |     |
| 41              | Div. 2/Gr. 2 | 65 |                               | Federico Capasso Carlo Truci           | Alfa Romeo 1300 GTA Junior    |     |
| 42              | Div. 2/Gr. 2 | 2  | Écurie Rizla                  | Chris Tuerlinx Ivo Grauls              | Chevrolet Camaro              |     |
| 43              | Div. 2/Gr. 2 | 73 | BLMC                          | John Handley Alec Poole                | BMC Mini Cooper S             |     |
| 44              | Div. 3/Gr. 2 | 39 |                               | Helmut Gall Hans-Werner Brohl          | BMW 2002                      |     |
| 45              | Div. 3/Gr. 2 | 9  | Steinmetz Automobiltechnik    | Jean-Louis Haxhe Philippe Toussaint    | Opel Commodore GS/E           |     |
| 46              | Div. 2/Gr. 2 | 72 | BLMC                          | John Rhodes Geoff Mabbs                | BMC Mini Cooper S             |     |
| 47              | Div. 3/Gr. 2 | 8  | Steinmetz Automobiltechnik    | Teddy Pilette Taf Gosselin             | Opel Commodore GS/E           |     |
| 48              | Div. 2/Gr. 2 | 69 | Scuderia Brescia Corse        | Sandro Uberti Vincenzo Cazzago         | Alfa Romeo 1300 GTA Junior    |     |
| 49              | Div. 2/Gr. 1 | 76 |                               | Claude Collaer Mendron                 | Renault R8 Gordini            |     |
| 50              | Div. 3/Gr. 2 | 28 | Écurie Lucien Bianchi         | Jean-Marie Jacquemin André de Cortanze | Alfa Romeo 2000 GTAm          |     |
| 51              | Div. 3/Gr. 2 | 29 | Écurie Grafo                  | Jean-Claude Franck Willy Braillard     | Alfa Romeo 2000 GTAm          |     |
| 52              | Div. 3/Gr. 2 | 3  | Écurie Rizla                  | Etienne Stalpaert Joost Byttebier      | Chevrolet Camaro              |     |
| 53              | Div. 2/Gr. 2 | 75 | Team Chevron                  | John Fitzpatrick Gustaaf Witvrouw      | Ford Escort TC                |     |
| 54              | Div. 3/Gr. 2 | 24 | Autodelta S.p.A.              | Toine Hezemans Gérard Larrousse        | Alfa Romeo 2000 GTAm          |     |
| 55              | Div. 2/Gr. 2 | 74 |                               | Robert Gilles Dany Wauters             | BMC Mini Cooper S             |     |
| 56              | Div. 3/Gr. 2 | 11 | Steinmetz Automobiltechnik    | Leopold von Bayern Boo Johansson       | Opel Commodore GS             |     |
| 57              | Div. 3/Gr. 2 | 36 |                               | Richard Potters Henry Carlens          | BMW 2002                      |     |
| 58              | Div. 2/Gr. 2 | 77 |                               | Jean Claude Willy Segers               | BMC Mini Cooper S             |     |
| Nicht gestartet |              |    |                               |                                        |                               |     |
| 59              | Div. 3/Gr. 2 |    |                               | Serge Trosch                           | Ford Mustang Boss             | 1   |

1 Motorschaden im Training

### Nur in der Meldeliste
Hier finden sich Teams, Fahrer und Fahrzeuge, die ursprünglich für das Rennen gemeldet waren, aber aus den unterschiedlichsten Gründen daran nicht teilnahmen.
| Pos. | Klasse       | Nr. | Team | Fahrer          | Chassis            |
| ---- | ------------ | --- | ---- | --------------- | ------------------ |
| 60   | Div. 3/Gr. 2 |     |      |                 | BMW 2002           |
| 61   | Div. 3/Gr. 2 |     |      | Yvette Fontaine | Ford Capri 2300 GT |

### Klassensieger
| Klasse       | Fahrer                | Fahrer             | Fahrzeug             | Platzierung im Gesamtklassement |
| ------------ | --------------------- | ------------------ | -------------------- | ------------------------------- |
| Div. 3/Gr. 2 | Helmut Kelleners      | Günther Huber      | BMW 2800 CS          | Gesamtsieg                      |
| Div. 3/Gr. 1 | Jean-Marie Massonieri | Sylvain Garant     | BMW 2800 CS          | Rang 8                          |
| Div. 2/Gr. 2 | Robert Derom          | Dominique Moorkens | BMW 2002             | Rang 6                          |
| Div. 2/Gr. 1 | Jean-Claude Monin     | R. Sylvain         | BMW 2002 TI          | Rang 20                         |
| Div. 1/Gr. 2 | Johann Abt            | Umberto Grano      | Fiat-Abarth 1000 TCR | Rang 23                         |

### Renndaten
- Gemeldet: 61
- Gestartet: 58
- Gewertet: 30
- Rennklassen: 5
- Zuschauer: unbekannt
- Wetter am Renntag: warm und trocken
- Streckenlänge: 14,100 km
- Fahrzeit des Siegerteams: 24:00:00.000 Stunden
- Gesamtrunden des Siegerteams: 302
- Gesamtdistanz des Siegerteams: 4252,370 km
- Siegerschnitt: 177,183 km/h
- Pole Position: Chris Tuerlinx – Chevrolet Camaro (#2) – 4:13,400
- Schnellste Rennrunde: Chris Tuerlinx – Chevrolet Camaro (#2) – 4:17,700
- Rennserie: 7. Lauf zur Tourenwagen-Europameisterschaft 1970